# Onthophagus bangueyensis
Onthophagus bangueyensis là một loài bọ cánh cứng trong họ Bọ hung (Scarabaeidae).